# Takeshi Yonezawa
Takeshi Yonezawa (Osaka, 6 februari 1969) is een voormalig Japans voetballer.